# Michaël Seminck
Michaël Seminck (5 juli 1985) is een Belgische voetballer. Hij speelde als verdediger op het veld. 
De centrale verdediger doorliep met zijn broer Maxime de jeugdopleiding van KSC Eendracht Aalst, en was één seizoen aangesloten bij beloftenploeg van KSC Lokeren. Na zijn terugkeer bij Eendracht Aalst maakte hij op 18-jarige leeftijd zijn debuut in de eerste ploeg en dit in de Belgische tweede nationale afdeling, de op een na hoogste competitie. Gedurende de terugronde van het seizoen 2003-2004 bemachtigde hij een basisplaats en hij stond deze niet meer af. Vanaf 2005-2006 seizoen speelde de club in de derde klasse. Vanaf het seizoen 2010-2011 hij speelde hij voor RC Mechelen. In het seizoen 2013-2014 kwam in de selectie van VW Hamme, waarna hij nog speelde voor Eendracht Zele, SV Voorde en Olsa Brakel. Bij die laatste ploeg beëindigde hij zijn voetbalcarrière in 2019.